# Titronion
Titrònion (grec antic: Τιθρώνιον, llatí: Tithronium) era una ciutat de frontera entre la Fòcida i la Dòrida.
Titus Livi diu que pertanyia a la Dòrida, però la resta d'autors la situen a la Fòcida. Va ser destruïda per l'exèrcit de Xerxes junt amb altres ciutats fòciques. Pausànias la situa en una plana a 15 estadis de la ciutat d'Amficlea. Són probablement les ruïnes que s'han trobat a Mulki, no lluny de Verzaná.